# Gai Furni (cònsol)
Gai Furni (en llatí Caius Furnius) va ser un magistrat romà. Era fill de Gai Furni (Caius Furnius), tribú de la plebs l'any 50 aC.
Va ser elegit cònsol l'any 17 aC juntament amb Gai Juni Silà. L'any 31 aC va fer de mediador amb August per reconciliar-lo amb el seu pare Gai Furni, que havia estat l'any 31 aC un partidari de Marc Antoni a diferència del fill.
Un Furni condemnat a mort pel senat, acusat d'adulteri amb Clàudia Pulcra en el regnat de Tiberi difícilment podria ser aquest mateix personatge, però podria ser-ne fill.